# Capitella teleta
Capitella teleta é um pequeno verme anelídeo, cosmopolita e segmentado. É um invertebrado bem estudado, cultivado para uso em laboratórios há mais de trinta anos. C. teleta é o primeiro poliqueta marinho a ter seu genoma sequenciado.